# Вітторіо Ґреґотті
Вітторіо Ґреґотті (італ. Vittorio Gregotti, 10 серпня 1927, Новара, Італія — 15 березня 2020, Мілан, Італія) — італійський архітектор, містобудівник та теоретик мистецтва. Член Європейської академії наук і мистецтв. Автор ідеї італійського неораціоналізму.

## Життєпис
Народився у Новарі. Перший досвід роботи отримав 1947 року, працюючи в Парижі в студії братів Густава, Клода и Огюста Перре. 1952 року закінчив архітектурний факультет Міланського політехнічного університету. Після закінчення вишу працював у студії BBPR, називаючи своїм вчителем одного з засновників студії Ернесто Натана Роджерса.

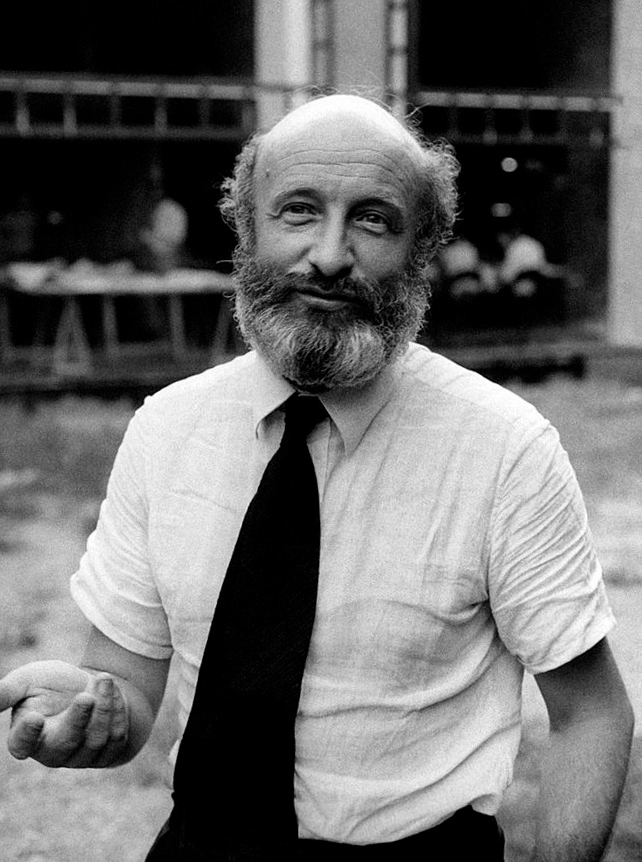
Венеція, 1975 рік

 Викладав архітектуру у Венеції, Мілані, Палермо, а також проводив численні конференції в університетах Токіо, Буенос-Айреса, Сан-Паулу, Лозанни, Гарварда, Філадельфії, Принстона та Кембриджа.
1974 року заснував студію Gregotti Associati International. Студія спроектувала низку важливих архітектурних споруд, серед яких можна виокремити Олімпійський стадіон ім. Люїса Кумпаньша (Барселона), Культурний центр Белем (Лісабон), Театр Арчимбольді в Мілані, а також низку університетських містечок, включно з університетом Калабрії (1974).
Протягом 1974—1976 років Ґреґотті був директором з образотворчого мистецтва на Венеційській бієнале, а 1980 та 1984 року — куратором архітектурного напрямку. З 1982 по 1996 рік керував журналом для архітекторів і дизайнерів Casabella.
1999 року Gregotti Associati International заснувала дочірню компанію Global Project Development, що спеціалізувалася на архітектурному дизайні та девелопменті для туристичних країн, які переймалися захистом навколишнього середовища.
Вітторіо Ґреґотті вважається засновником італійському неораціоналізму в сучасному містобудуванні. Основні ідеї цього напряму було викладено в його книзі «Територія архітектури» (1966). Як архітектор він намагався дистанціюватися від домінуючих теорій та моделей «нового будівництва», шукаючи натхнення в місцевих та регіональних культурах.
Останньою роботою архітектора стала реконструкція колишньої фабрики в Театр Леопольда в Фоллоніці, завершена 2012 року.
Помер 15 березня 2020 року в міланській лікарні Сан-Джузеппе внаслідок пневмонії, спричиненої зараженням коронавірусною хворобою Covid-19.

## Вибрана бібліографія
- Vittorio Gregotti. Sulle orme di Palladio: Ragioni e pratica dell'architettura. — Bari : Laterza, 2000. — ISBN 9788842073093.
- Vittorio Gregotti. L'architettura del realismo critico. — Bari : Laterza, 2004. — 149 с. — ISBN 978-8842060512.
- Vittorio Gregotti. Autobiografia del XX secolo. — Skira, 2006. — ISBN 978-8876245510.
- Vittorio Gregotti. Il territorio dell'architettura. — Milano : Feltrinelli, 2014. — 192 с. — ISBN 978-8807884801.
- Vittorio Gregotti. Quando il moderno non era uno stile. — Le Mongolfiere, 2018. — 112 с. — ISBN 978-8877687142.
- Vittorio Gregotti. Il mestiere di architetto. — Novara : Interlinea, 2019. — 112 с. — ISBN 978-8807884801.